# Élections européennes de 2024 en Estonie
Pour un article plus général, voir Élections européennes de 2024.
Les élections européennes de 2024 en Estonie sont les élections des députés de la dixième législature du Parlement européen, qui se déroulent du 6 juin au 9 juin 2024 dans tous les États membres de l'Union européenne, dont l'Estonie où elles ont lieu dès le 3 juin 2024.

## Campagne

### Partis et candidats
| Parti | Parti                                         | Positionnement et idéologie                                                                       | Groupe européen | Députés sortants | Députés sortants |
| Parti | Parti                                         | Positionnement et idéologie                                                                       | Groupe européen | Nombre           | Groupe politique |
| ----- | --------------------------------------------- | ------------------------------------------------------------------------------------------------- | --------------- | ---------------- | ---------------- |
|       | Parti de la réforme d'Estonie (ER)            | Centre droit Libéralisme économique, libéralisme classique                                        | ALDE            | 2 / 7            | RE               |
|       | Parti social-démocrate (SDE)                  | Centre gauche Social-démocratie, troisième voie                                                   | PSE             | 2 / 7            | S&D et Verts-ALE |
|       | Parti du centre d'Estonie (Kesk)              | Centre à centre gauche Social-libéralisme, défense de la minorité russe                           | ALDE            | 1 / 7            | RE               |
|       | Isamaa (I)                                    | Centre droit Conservatisme, démocratie chrétienne, national-conservatisme                         | PPE             | 1 / 7            | PPE              |
|       | Parti populaire conservateur d'Estonie (EKRE) | Droite à extrême droite Nationalisme, national-conservatisme, euroscepticisme, démocratie directe |                 | 1 / 7            | ID               |
|       | Estonie 200 (E200)                            | Centre Social-libéralisme, libéralisme économique, technocratie                                   |                 | 0 / 7            |                  |
|       | Parti vert estonien (EER)                     | Centre gauche Écologie politique                                                                  | PVE             | 0 / 7            |                  |

## Résultats
| Parti ou coalition        | Parti ou coalition                  | Voix    | %     | +/-   | Sièges | +/-           | Groupe |
| ------------------------- | ----------------------------------- | ------- | ----- | ----- | ------ | ------------- | ------ |
|                           | Isamaa (I)                          | 79 170  | 21,51 | 11,22 | 2      | 1             | PPE    |
|                           | Parti social-démocrate (SDE)        | 71 171  | 19,33 | 3,96  | 2      | en stagnation | S&D    |
|                           | Parti de la réforme d'Estonie (ER)  | 66 017  | 17,93 | 8,31  | 1      | 1             | RE     |
|                           | Parti populaire conservateur (EKRE) | 54 712  | 14,86 | 2,14  | 1      | en stagnation | CRE    |
|                           | Parti du centre d'Estonie (Kesk)    | 45 767  | 12,43 | 1,96  | 1      | en stagnation | RE     |
|                           | La Droite (P)                       | 25 189  | 6,84  | Nv.   | 0      | Nv.           |        |
|                           | KOOS                                | 11 507  | 3,13  | Nv.   | 0      | Nv.           |        |
|                           | Estonie 200 (E200)                  | 9 584   | 2,60  | 0,62  | 0      | en stagnation |        |
|                           | Parti vert estonien (EER)           | 2 246   | 0,61  | 1,14  | 0      | en stagnation |        |
|                           | Indépendants                        | 2 762   | 0,75  | 6,36  | 0      | en stagnation |        |
|                           |                                     |         |       |       |        |               |        |
| Suffrages exprimés        | Suffrages exprimés                  | 368 125 | 99,74 |       |        |               |        |
| Votes blancs et invalides | Votes blancs et invalides           | 950     | 0,26  |       |        |               |        |
| Total                     | Total                               | 369 075 | 100   | –     | 7      | en stagnation | –      |
| Abstentions               | Abstentions                         | 610 939 | 62,34 |       |        |               |        |
| Inscrits / participation  | Inscrits / participation            | 980 014 | 37,66 |       |        |               |        |